# Dermatophagoides pteronyssinus Peptidase 1
Die Dermatophagoides pteronyssinus Peptidase 1 (Der p 1) ist ein Enzym aus der Gruppe der Cysteinproteasen und wird von der europäischen Hausstaubmilbe Dermatophagoides pteronyssinus gebildet. Es ist eines der Haupt-Hausstauballergene des Menschen, wie auch seine Homologe Der f 1 aus der amerikanischen Hausstaubmilbe Dermatophagoides farinae und Eur m 1 aus der Mayne-Hausstaubmilbe Euroglyphus maynei.

## Eigenschaften
Der p 1 besitzt als Cysteinprotease die Aminosäure Cystein in ihrem aktiven Zentrum. Sie ist eine Endopeptidase und hydrolysiert bevorzugt Peptide mit einer hydrophoben oder basischen Aminosäure an der Position P2. Der p 1 ist glykosyliert. Der p 1 wird im Verdauungstrakt gebildet, die Freisetzung von Der p 1 erfolgt fäkal. In Hausstauballergikern werden Antikörper vom Typ Immunglobulin E unter anderem gegen Der p 1 und Der p 2 gebildet, die zur Diagnose bestimmt werden. Über 40 % der Hausstauballergiker mit nachgewiesener Reaktion gegen Extrakte von Dermatophagoides pteronyssinus weisen IgE gegen Der p 1 auf. Der p 1 ist an der Entstehung der atopischen Dermatitis beteiligt.

## Geschichte
Der p 1 wurde als erstes Hausstauballergen im Jahr 1980 von Martin D. Chapman und Thomas Platts-Mills beschrieben. In den folgenden Jahren wurde sie als Cysteinprotease identifiziert, mit einer Enzymaktivität ähnlich der von Actinidin und Papain. In den 1990er Jahren wurde die allergene Aktivität auf die Proteaseaktivität zurückgeführt.